# Thousand Lakes Wilderness
La Thousand Lakes Wilderness est une aire sauvage de 66 km2 située en Californie à l'ouest des États-Unis. Créée en 1964, elle s'étend dans la forêt nationale de Lassen au sein de la chaine des Cascades.

## Géographie
La réserve naturelle est localisée au sud de la chaine des Cascades à l'intérieur de la forêt nationale de Lassen à mi-chemin entre la localité de Burney et du parc national volcanique de Lassen.
L'activité volcanique combinée à l'érosion d'anciens glaciers sont à l'origine de la topographie de la région. La zone est dominée par le Crater Peak (2 645 m), le point culminant de la forêt nationale. Le point le moins haut de l'aire sauvage atteint 1 690 m. Le pic n'est en réalité que le vestige d'un bien plus grand volcan, le Thousand Lakes Volcano. De nombreux lacs sont également présents dans toute la région. L'activité volcanique n'est en réalité pas si ancienne que cela avec par exemple Hall Butte un cône volcanique dont l'âge avoisine les 500 ans.
Malgré son nom (Thousand Lakes se traduit par « Mille lacs »), le nombre de lac est bien inférieur. On y dénombre seulement sept lacs importants. Le plus étendu est le lac Eiler, nommé en hommage à Lu Eiler, la personne qui découvrit la vallée. Quelques sentiers de randonnée sont présents dans la réserve.

## Milieu naturel
De nombreux poissons salmonidés peuplent les eaux des lacs. Le parc abrite également l'Ours noir, le Cerf hémione (Odocoileus hemionus columbianus), la Chouette tachetée, le Grand Pic et le Cassenoix d'Amérique. Des Wapitis sont occasionnellement présents.

### Référence
1. ↑  (en) « Wilderness Acreage Breakdown for The Thousand Lakes Wilderness », sur Wilderness.net (consulté le 13 mars 2010)
2. ↑  (en) « Thousand Lakes Wildernes: Applicable Wilderness Law(s) », sur Wilderness.net (consulté le 13 mars 2010)